# 1946年大西洋飓风季
1946年大西洋飓风季于1946年6月16日正式开始，同年11月15日结束，每年大西洋盆地绝大多数热带气旋都是这段时间形成。全季所有风暴都没有在美国导致人员伤亡，这在历史上并不多见。首场风暴于6月13日在墨西哥湾成型，最后一个气旋于11月3日在佛罗里达州近海消散。全季共形成七场热带风暴，其中三场成为飓风，但都没有达到大型飓风强度，即都未达到现代萨菲尔-辛普森飓风等级下的三级飓风标准，这在1940年后尚属首次，下一次重现则要到1968年。气象机构起初没有发现10月初亚速尔群岛附近存在的第五号热带风暴，经过现代重新分析才于2014年加入大西洋飓风数据库。
虽然所有热带风暴都曾在一定程度上影响陆地，但构成的整体影响很小，损失总额不到1000万美元，美国也没有人员因这些风暴丧生。全季以第四号飓风最为强劲，在美国东岸近海向东北移动期间摧毁挪威“马里尔二世号”油轮，致使16人溺毙，但这不属风暴直接导致的人员遇难事故。第二场风暴存在早期就曾吹袭北卡罗莱纳州，之后又对该州恐怖角构成轻微破坏。第五个热带气旋转变成温带气旋后重创亚速尔群岛，导致120名渔夫失踪。佛罗里达飓风重创古巴西部的甘蔗作物，致使该国五人死亡。此外，风暴还在佛罗里达州造成价值520万美元的破坏，其中大部分是柑橘作物受损。最后一场风暴对奥基乔比湖附近庄稼构成价值数百万美元的破坏。

## 季度总结
1946年大西洋飓风季于6月16日正式开始，但大西洋盆地早在三天前（6月13日）就开始出现热带天气活动。全季共形成七场热带风暴，略低于之前20年平均每季8.5场的水平。共有三场风暴增强成飓风，但都没能强化成大型飓风，即都达不到现代萨菲尔-辛普森飓风等级的三级飓风标准，这在1940年后尚属首次，下一次重现则要到1968年。有一场飓风登陆美国，另外两场风暴在海上达到最高强度，风速至少为每小时119公里。所有气旋在美国引起的破坏数额不足1000万美元，而且没有人员遇难。风暴造成的损失至少有520万美元，其中最后一个气旋于11月3日消散，离飓风季于11月15日正式结束还有12天。
6月13日，墨西哥湾上空发展出热带风暴，提前拉开飓风季序幕。7月5日，第二场风暴在美国东南部近海成型。接下来大西洋盆地进入持续近七周的沉寂，直到8月25日才有第三个气旋在坎佩切湾形成。从气候角度而言，大西洋飓风季通常以九月最活跃，但这年九月却只有一个气旋达到热带风暴强度。全季最强风暴于9月12日成型，之后达到最大持续风速每小时155公里、最低气压975毫巴（百帕，28.8英寸汞柱）的最高强度。此外，中美洲近海还曾短暂存在热带低气压。十月是本季最活跃的月份，共形成三个热带气旋，其中第三个便是全季最后一场风暴，最终持续到11月3日。
这年飓风季低迷的活跃程度还经累积气旋能量指数反映出来，数值仅20，是1925年后新低，直到1983年才有更低的数值（17）出现。大致来说，气旋能量指数通过飓风强度和持续时间计算，强度越高、持续时间越长的风暴，其指数也相应越高。

## 风暴

### 第一号热带风暴
协调世界时6月13日中午12点，伴有小规模对流区的扰动天气在佛罗里达州圣布拉斯海角（Cape San Blas）西南偏南约265公里海域发展成热带低气压。气旋缓慢向西北移动，于次日清晨增强成热带风暴，但最大持续风速始终没有超过每小时65公里。另据历史天气图显示，6月15日气旋的气压降至1014毫巴（百帕，29.9英寸汞柱），这也是正式纪录中风暴的最低气压。气旋当晚在路易斯安那州近海减弱成热带低气压，于6月16日从该州与德克萨斯州边界以东不远处登陆并迅速消散。这场风暴有可能自始至终都属热带低气压，但因观测数据不足而无法得出确切结论。路易斯安那州格兰德艾尔测得每小时58公里风速，德克萨斯州的风力普遍“偏小或适中”。

### 第二号飓风
7月5日，美国东南部近海的锋区和东风波相互影响，发展出温带气旋，并且当天就呈现出热带天气系统特征。7月6日凌晨0点，系统在南卡罗莱纳州默特尔比奇东南偏南约55公里海域转变成热带风暴。气旋朝东北移动，于上午8点左右以风力时速85公里强度从北卡罗莱纳州奥克岛（Oak Island）附近登陆。该州新汉诺威县的卡罗莱纳比奇（Carolina Beach）和赖茨维尔比奇（Wrightsville Beach）测得每小时72公里的持续风速，阵风时速则在80至97公里范围。威尔明顿地区因大风导致窗户玻璃破损，供电和通讯短暂受到影响。更为远离海岸的内陆地区也降下暴雨，其中戴尔县曼蒂奥（Manteo）还不到24小时就降下199毫米雨量，是1905年开始有纪录以来的最高值，对庄稼构成相当严重的破坏，部分地区损失的农作物有15%至20%。
风暴向东北移动，于7月7日清晨从博迪岛（Bodie Island）最南端附近进入大西洋。此后不久，气旋开始强化并于中午12点成为一级飓风。风暴接下来还略有增强，于下午18点达到持续风速每小时130公里的最高强度，然后蜿蜒向东行进并逐渐失去热带天气系统特征。7月9日凌晨0点，飓风在新斯科舍塞布尔岛（Cape Sable Island）东南偏南约630公里洋面转变成温带气旋。温带残留逐渐转向东北，之后又改朝东北偏北移动，在此期间缓慢减弱，最终于7月10日晚在纽芬兰岛开普雷斯（Cape Race）附近消散。

### 第三号热带风暴
8月下旬，气象部门开始监控正在加勒比海西部、大天鹅岛附近海域上空移动的扰动天气。虽然外界环境有利，但气旋在抵达坎佩切湾前未能进一步发展。8月25日清晨，侦察机发现系统内已存在层次分明的环流，估计此时热带风暴已经形成。风暴快速向西北偏西前进，达到风力时速65公里的最高强度，于当晚19点从塔毛利帕斯州坦皮科附近登陆。到了次日清晨，气旋已减弱成热带低气压，并且很快消散。坦皮科测得时速95公里阵风。

### 热带低气压
9月9日，西加勒比海上空的东风波在天鹅群岛以北约65公里洋面发展成热带低气压。但第二天的历史天气图就显示没有热带气旋存在，至今气象学家仍无法确定气旋是在海上自行消散还是登陆中美洲后消散。

### 第四号飓风
9月12日清晨，一股东风波的北半部在安德罗斯岛以东约120公里洋面催生出热带风暴。气旋向东北移动进入巴哈马北部海域，在此期间逐渐增强，于当天以持续风速每小时100公里强度吹袭安德罗斯岛。9月12日晚，风暴强化成飓风，然后以风力时速120公里强度登陆南阿巴科（South Abaco）。9月13日，经侦察机观测确认，气旋在进入大西洋开放水域后进一步增强，达到最大持续风速每小时155公里、最低气压975毫巴（百帕，28.8英寸汞柱）的最高强度。飓风加快移动速度，并因行经洋面水温降低而减弱，强度在9月15日清晨回落到热带风暴标准。此后不久，气旋在塞布尔岛以南约270公里海域转变成温带气旋。温带残留接下来经过纽芬兰岛和北大西洋，最终于9月17日在亚速尔群岛以北较远处洋面逐渐消散。
巴哈马的霍普敦（Hope Town）所测持续风速为每小时100公里，阵风时速更高，气压则为995毫巴（百帕，29.4英寸汞柱）。挪威“马里尔二世号”（Maril II）断裂后沉没，致使16人溺毙，但因油轮此时距风暴还有超过480公里，所以沉船事故不属飓风直接引起。新斯科舍部分地区出现狂风，多地所测持续风速达到每小时97公里，另外塞布尔岛还测得时速114公里阵风。该国降下暴雨，哈利法克斯测得74毫米雨量。正举办“胡德杯”（The Hood Cup）游艇比赛的新斯科舍皇家游艇中队因海况恶劣被迫返回港口。此外，右侧的雷达图像是飓风在雷达观测站不远处经过时所拍，这也是历史上第三次有热带气旋在距雷达不远处经过并拍到足够清晰、可以体现出风暴结构的照片。

### 第五号热带风暴
10月1日中午12点，亚速尔群岛弗洛雷斯岛西南方向约900公里洋面与两片锋区关连的低气压区发展成热带低气压，约六小时后，气旋增强成热带风暴，并在向东北偏东移动期间继续强化。多测船只的观测结果表明，风暴于10月2日达到持续风速每小时95公里、最低气压1004毫巴（百帕，29.6英寸汞柱）的最高强度。接下来气旋开始失去热带天气系统特征，最终于10月3日中午12点左右在亚速尔群岛皮库岛西南偏南约445公里海域同锋区合并。气象学界在起初60余年里都未确认这场风暴存在，直到2014年经过现代重新分析才加入大西洋飓风数据库。
风暴转变成温带气旋后继续增强，持续风速在10月4日晚达到每小时150公里。与此同时，气旋规模也有显著扩张，直径于10月5日扩大到1665公里左右。风暴此时从法亚尔岛附近经过亚速尔群岛，然后逐渐减弱，最终于10月6日在群岛北面消散。圣玛丽亚岛周边波涛汹涌，有12艘渔船、两条拖船和多条快艇被毁，120名渔夫失踪，另有四条渔船失踪。时速高达158公里的强烈阵风重创圣玛丽亚岛和圣米格尔岛，许多民房、庄稼和种植菠萝的温室被毁，通讯也随之中断。此外，特塞拉岛的拉日什航空基地（Lajes Field）也“部分被毁”。

### 第六号飓风
10月5日，源自热带辐合带的热带扰动在距伯利兹与墨西哥边境不远的西加勒比海上空发展成热带风暴。气旋朝东北移动并增强，于次日达到一级飓风强度。10月7日凌晨4点，风暴以风力时速130公里强度从比那尔德里奥省加拉弗里角（Boca de Galafre）附近登陆古巴西部。该国测得977毫巴（百帕，28.9英寸汞柱）气压，这也是正式纪录中飓风的最低气压。此外还有气象站测得时速180公里的强烈阵风。许多甘蔗田被夷为平地，被毁的甘蔗有数百万吨。多个城镇的电话和电报线路中断，古巴共有五人遇难。10月7日进入墨西哥湾后，气旋蜿蜒向东北偏北移动并增强，达到持续风速每小时155公里的最高强度，属二级飓风标准。
成为二级飓风仅六小时后，风暴强度就回落到一级飓风标准。10月8日凌晨4点左右，气旋以风力时速135公里强度从佛罗里达州布雷登顿海滩附近登陆。风暴产生的阵风和降水对佛罗里达州的影响以农作物受损为主，损失的柑橘作物占该州总量的2%左右，损失总额约为500万美元。其他财产损失数额仅有约20万美元，其中大部分是大沼泽地市、麦尔兹堡和蓬塔戈尔达的沿海洪灾引起。飓风深入内陆，于10月8日晚弱化成热带风暴，次日清晨又在南卡罗莱纳州上空转变成温带气旋。风暴的温带残留此后又持续数天，以半圆形路线在东大西洋上空行进，最终于10月14日在伊斯帕尼奥拉岛以北较远处洋面逐渐消散。

### 第七号热带风暴
10月31日晚，一股东风波在阿克林岛与小伊纳瓜岛间约中途位置的巴哈马上空发展成热带低气压。气旋于11月1日清晨强化成热带风暴并朝西北方向前进，先后袭击包括阿克林岛、长岛、埃克苏马岛（Exuma）和安德罗斯岛在内的多个岛屿，并在当天达到风力时速75公里、最低气压1002毫巴（百帕，29.6英寸汞柱）的最高强度。晚上22点，系统以最高强度从佛罗里达州莱克沃思附近登陆。11月2日清晨，气旋减弱成热带低气压并向东北方向经过该州中部。11月3日清晨从圣约翰斯县蓬特委德拉海滩（Ponte Vedra Beach）附近返回大西洋后不久，低气压在费南迪纳比奇东北偏东约75公里近海消散。
气旋强度很弱，所以没有引起风害。但由于降雨量超过150毫米，奥基乔比湖周边发生洪灾。主要公路上有许多汽车被困，多截河道泛滥成灾。当地约有五到七成的早秋作物受损，损失的豆类作物多达六成。经济损失总额约为数百万美元。

## 季节影响
| 萨菲尔-辛普森飓风风力等级 |    |    |    |    |    |    |
| TD                        | TS | C1 | C2 | C3 | C4 | C5 |

| 一         | 6月13至17日       | 热带风暴   | 40（65）   | 无数据 | 美国墨西哥湾沿岸地区     | 无  | 0 |  |
| 二         | 7月5至9日         | 一级飓风   | 80（130）  | 无数据 | 北卡罗莱纳州             | 无  | 0 |  |
| 三         | 8月25至26日       | 热带风暴   | 40（65）   | 无数据 | 墨西哥                   | 无  | 0 |  |
| 热带低气压 | 9月9至10日        | 热带低气压 | 无数据     | 无数据 | 中美洲                   | 无  | 0 |  |
| 四         | 9月12至15日       | 二级飓风   | 100（155） | 975    | 巴哈马、加拿大大西洋省份 | 无  | 0 |  |
| 五         | 10月1至3日        | 热带风暴   | 60（95）   | 无数据 | 亚速尔群岛               | 无  | 0 |  |
| 六         | 10月5至9日        | 二级飓风   | 100（155） | 977    | 古巴、美国东南部         | 5.2 | 5 |  |
| 七         | 10月31日至11月3日 | 热带风暴   | 45（75）   | 1002   | 美国东南部               | 无  | 0 |  |
| 季节总结   |                   |            |            |        |                          |     |   |  |
| 7个气旋    | 6月13日至11月3日  |            | 100（155） | 975    |                          | 5.2 | 5 |  |